# 5 Days a Stranger
Chzo Mythos es el título colectivo dado a una serie de videojuegos de aventura amateur creados por 
Benjamin Richard "Yahtzee" Croshaw usando la herramienta Adventure Game Studio. La serie está compuesta, en orden de jugabilidad por: 5 Days a Stranger, 7 Days a Skeptic, Trilby's Notes y 6 Days a Sacrifice.

## Información general
La saga, a veces también llamada "The DeFoe Series", consta de cuatro videojuegos para PC del género Aventura/Terror. La cronología del juego sigue el siguiente orden: 5 Days a Stranger, Trilby's Notes, 6 Days a Sacrifice, 7 Days a Skeptic. Pero el orden en que preferiblemente se deben de jugar, para seguir la trama de un modo correcto es: 5 Days a Stranger, 7 Days a Skeptic, Trilby's Notes y 6 Days a Sacrifice.

### 5 Days a Stranger
Este es el primer juego de la saga, en orden cronológico y también de jugabilidad. Tomamos el papel de Trilby, un caballero ladrón, que al entrar a la mansión DeFoe, se encuentra atrapado en esta y una fuerza sobrenatural no lo deja salir, conforme va pasando el juego se encuentra a otros personajes que están en la misma situación que él.

### 7 Days a Skeptic
Este juego toma lugar alrededor de 400 años después de los hechos sucedidos en 5 Days a Stranger. La nave espacial Mephistopheles, estando en una misión de exploración encuentra y recoge una caja metálica flotando en el espacio. Una placa grabada en esta caja explica que contiene los restos de John DeFoe, y con una clara advertencia de "No molestar". El equipo de 6 hombres a cargo de la nave decide dejar el objeto sin ser abierto en la bodega de carga.
Después de eso comienzan a suceder cosas extrañas en la nave y se descubre que la caja ha sido abierta, pero nadie admite haberlo hecho.
Tomamos el papel de Jonathan Somerset, el psicólogo de la nave, que debe desetrañar el misterio y descubrir una manera de huir de la misma.

### Trilby's Notes
Trilby's Notes fue el tercer juego en salir, pero el segundo en orden cronológico. En esta entrega volvemos a ponernos en los zapatos de Trilby, que ahora se encuentra en un desolado pueblo galés buscando al ser que provocó estragos paranormales en la primera entrega. Trilby desea destruirlo de una vez por todas.
Es de hacerse notar que esta entrega tiene cierta inspiración en Silent Hill, porque en el juego nos podemos encontrar con una dimensión real y otra alternativa y más siniestra.
Trilby Notes fue nominado a 9 AGS Awards, de los cuales ganó 4 (Mejor Juego, Mejor Historia, Mejor Animación y Mejor Personaje no Jugable)

### 6 Days a Sacrifice
6 Days a Sacrifice es la cuarta y última entrega de la saga, y el tercer juego en orden cronológico. El juego se desarrolla 196 años después de 5 Days a Stranger y 196 años antes de 7 Days a Skeptic. En esta entrega tomamos el papel de Theo DaCabe, un inspector del consejo que está tratando de realizar una evaluación en la salud y seguridad de la sede principal de una religión de moda llamada "Optamology", involucrándose así en los hechos de la saga.